# Trigynaea
Trigynaea es un género de plantas fanerógamas  perteneciente a la familia de las anonáceas. Tiene 23 especies que son nativas de Sudamérica.

## Taxonomía
El género fue descrito por Diederich Franz Leonhard von Schlechtendal y publicado en Taxon 39: 678. 1990.  La especie tipo es:  Trigynaea oblongifolia Schltdl. 

### Especies
Cabe mencionar las siguientes especies:
- Trigynaea anastomosans Rusby
- Trigynaea angustifolia Benth.
- Trigynaea boliviensis Britton
- Trigynaea cinnamomea D. M. Johnson et N. A. Murray
- Trigynaea ecuadorensis R. E. Fr.
- Trigynaea grandis Benth.
- Trigynaea periquino Rusby
- Trigynaea triplinervis D. M. Johnson et N. A. Murray

Lista completa de especies